# Evangelische Kapelle (Birkach)

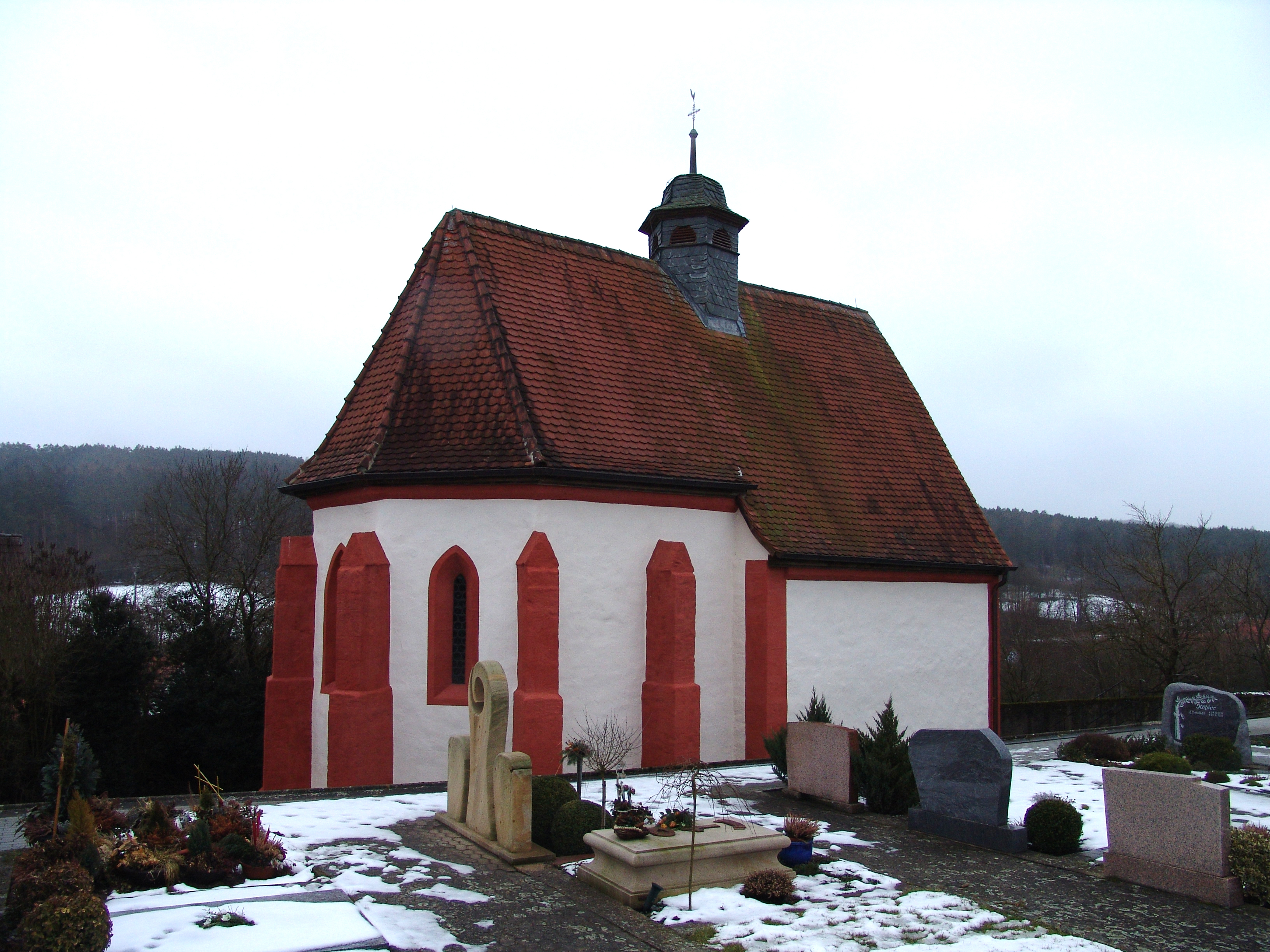
Evangelische Kapelle (Birkach)

Die evangelische Kapelle Birkach ist ein denkmalgeschütztes Kirchengebäude, das im Gemeindeteil Birkach von Burgpreppach im unterfränkischen Landkreis Haßberge (Bayern) steht. Eine selbständige Pfarrei wurde bereits 1348 erwähnt. Die Kapelle gehört zur Pfarrei Burgpreppach im Dekanat Rügheim im Kirchenkreis Bayreuth der Evangelisch-Lutherischen Kirche in Bayern.

## Beschreibung
Die Kapelle zu den heiligen Aposteln Philippus und Jakobus wurde um 1300 gebaut und im 17./18. Jahrhundert verändert. Die Saalkirche besteht aus einem Langhaus und einem eingezogenen Chor im Osten, der einen dreiseitigen Schluss hat und von Strebepfeilern gestützt wird, um den Gewölbeschub aufzunehmen. Aus dem das Langhaus und den Chor bedeckenden Satteldach erhebt sich ein sechseckiger, schiefergedeckter, mit einer Glockenhaube bedeckter Dachreiter, der hinter seinen Klangarkaden den Glockenstuhl beherbergt.